# Alfred Deakin
Alfred Deakin, 3 augusti 1856 i Fitzroy, Melbourne, Victoria, död 7 oktober 1919 i South Yarra, Victoria, Australien var en australisk politiker. Han ledde rörelsen för en australisk federation och blev sedermera Australiens andra premiärminister. Under den sista fjärdedelen av 1800-talet var Deakin en viktig pådrivare för införandet av liberala reformer i den brittiska kolonin Victoria, bland annat rättigheter i arbetslivet. Han spelade också en stor roll i införandet av konstbevattning i Australien. Det är troligt att han kunde ha blivit försteminister i Victoria, men valde att lägga sin energi på federationen.
Under 1890-talet deltog Deakin i konferenser med representanter från de australiska kolonierna med syfte att lägga fram ett utkast av konstitutionen för den föreslagna federationen. Han spelade en viktig roll i att försäkra att utkastet var liberalt och demokratiskt och i att uppnå kompromisser för att möjliggöra dess slutliga framgång. Mellan konferenserna arbetade han med att popularisera federationskonceptet och kämpade för att få det antaget i en folkomröstning. Därefter kämpade han hårt för att Storbritanniens regering skulle erkänna den föreslagna konstitutionen.
Som premiärminister avslutade Deakin ett omfattande lagstiftningsprogram, vilket gör honom, tillsammans med Arbetarpartiets Andrew Fisher, grundläggaren av en effektiv samväldesstyrelse. Han utvidgade högsta domstolen, avsatte stort kapital för fartygsinköp – vilket ledde till grundläggandet av Australiens örlogsflotta som en betydande styrka under Fishers regering – och inrättade Australiens kontroll över Papua. Hotad av det allt mer populära Australian Labor Party, slog han 1909 samman sitt Protectionist Party med George Reids Free Trade Party för att bilda Fusion, den viktigaste föregångaren till dagens Liberal Party of Australia.

## Ungdomsår

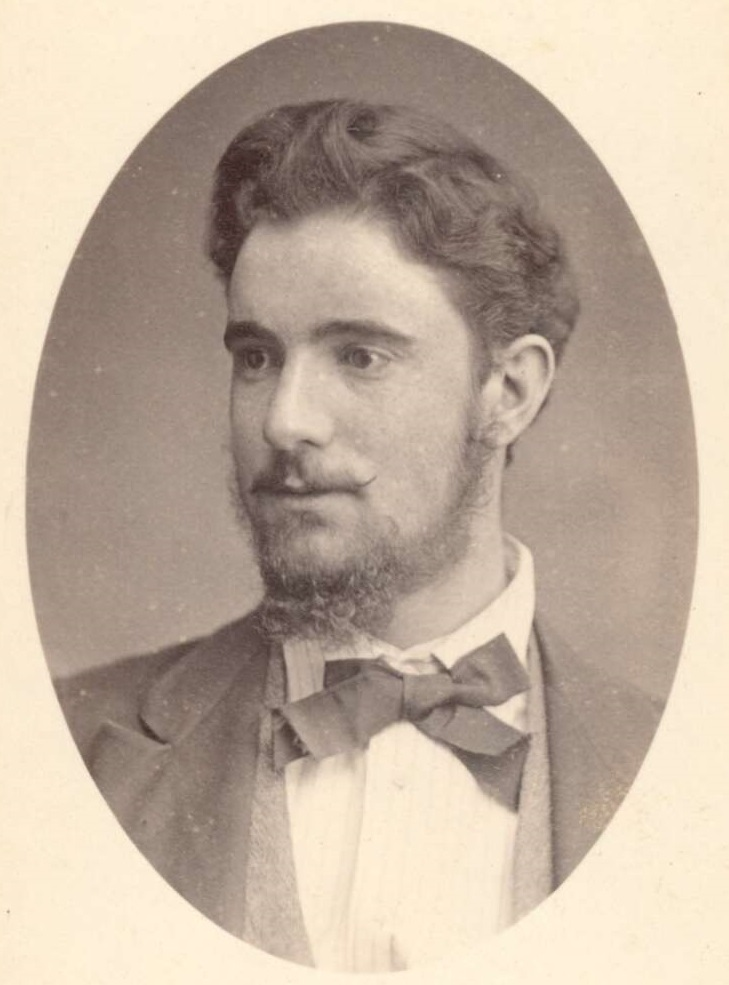
Deakin i unga år

Alfred Deakin var ende sonen till den engelske immigranten William Deakin och hans fru Sarah Bill, dotter till en Shropshirebonde som utvandrade till Australien under 1850-talet och bosatte sig i Melbourneförorten Collingwood 1853. William Deakin arbetade som butiksinnehavare, vattenvagnsförare och bud för att senare bli delägare i ett kuskföretag och senare direktör för Cobb and Co i Victoria.
Deakin var född i Melbourneförorten Fitzroy och påbörjade sin skolgång vid fyra års ålder i en internatskola i Kyneton, men flyttade sedan till Melbourneförorten South Yarra. 1864 började han på Melbourne Grammar School, men började inte studera seriöst förrän i senare skolår när han kom under inverkan av J.H. Thompson och skolans rektor, John Edward Bromby, vilkas vältaliga stil Deakin beundrade och senare anammade. 1871 skrev han inträdesexamen och fick väl godkänt i historia, algebra, euklidisk geometri och godkänt i engelska och latin. Han började ta kvällskurser i juridik vid University of Melbourne medan han arbetade som skollärare och privat handledare. Han talade ofta på universitetets debattklubb, läste mycket, skrev litet grand och blev spiritist för resten av livet.; i många år var han ordförande i Victorian Spiritualist's Union.
Deakin tog examen 1877 och fick tjänst som advokat, men hade svårt att få mål. I maj 1878 mötte han ägaren av Melbournes dagliga tidning The Age, som betalade honom för att bidra med recensioner, ledare och artiklar om politik och litteratur. 1880 blev han redaktör för The Ages veckotidning The Leader. Under den här perioden övergick Syme honom från att stödja frihandel till protektionism. Han blev aktiv i Australian Natives Association och vegetarian.

## Politik i Victoria

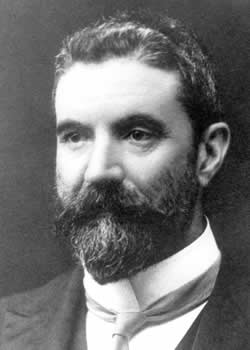
Alfred Deakin in 1901

Deakin ställde upp för landsortsvalkretsen West Bourke till Victorias lagstiftande församling (underhuset) i februari 1879, som anhängare av att reformera Victorias lagstiftande råd (överhuset), skydd för att uppmuntra tillverkningsindustrin och införande av fastighetsskatt för att dela upp stora jordbruksfastigheter, och vann med 79 röster. Eftersom många röstberättigade blivit berövade sin valmöjlighet till följd av att valsedlarna tagit slut, avgick han och förlorade det efterföljande fyllnadsvalet med 15 röster men vann det i de allmänna valen i juli 1880. Den radikale försteministern Graham Berry erbjöd honom att bli justitieminister i augusti, men Deakin avböjde.
1882 gifte Deakin sig med Elizabeth Martha Anne ”Pattie” Browne, dotter till en känd spiritist. De bodde tillsammans med Deakins föräldrar tills 1887 då de flyttade till ”Llanarth” på Walsh Street i South Yarra. De fick tre döttrar, Ivy, Stella och Vera.
1883 blev Deakin chef för offentligt byggande och vattenförsörjning, och 1884 blev han biträdande justitiekansler och minister för offentligt byggande. 1885 drev Deakin igenom ett tillägg till näringslivslagen Factories and Shops Act, vilket kom att reglera anställningsförhållanden och arbetstid. I december 1884 åkte Deakin till USA för att undersöka konstbevattning och presenterade en rapport i juni 1885, Irrigation in Western America. Percival Serle beskrev rapporten som ”… ett utomordentligt arbete med precisa observationer, och omtrycktes omgående av Förenta staternas regering”.  I juni 1886 lade han en fram ett lagförslag som nationaliserade vattenrättigheter och som försåg bevattningsanläggningar med statsbidrag till vilket bidrog till att etablera konstbevattning i Australien.
1885 blev Deakin statssekreterare och chef för vattenförsörjning och var från 1890 hälsominister och, för en kort tid, justitiekansler. 1887 ledde han Victorias delegation på Imperiekonferensen i London där han argumenterade hätskt för att minska koloniernas finansiering av försvarsmakten tillhandahållet av Royal Navy och för förbättrat samråd i relationen med Nya Hebriderna. 1889 blev han ledamot för Melbournevalkretsen Essendon och Flemmington.   
1890 störtades Victorias regering, efter att ha använt milis för att skydda icke-fackansluten arbetskraft under sjömansstrejken. Utöver det förlorade Deakin sin och sin faders förmögenhet i en fastighetskrasch 1893, och var tvungen att återvända till juridiken för att återställa sin ekonomi. 1892 försvarade han förgäves massmördaren Frederisk Bailey Deeming och biträdde försvaret i ärekränkningsåtalet mot David Syme 1893–1894.

### Vägen till federation
Efter 1890 avböjde Deakin alla erbjudanden om kabinettposter och ägnade sin tid åt federationsrörelsen. Han var Victorias representant på australiasiatiska federala konferensen, sammankallat av sir Henry Parkes i Melbourne 1890, där delegaterna enades om att hålla ett interkolonialt konvent for att frambringa ett utkast till en federal konstitution. Han var ledande förhandlare vid 1891 års federala konvent, som ledde till ett utkast till en konstitution som innehöll mycket av vad Australiens konstitution innehåller som slutligen antogs 1900.
Deakin var också ombud på det andra australasiatiska federala konventet, som öppnade i Adelaide i mars 1897 och sammanfattades i Melbourne i januari 1898. Han motsatte sig de konservativas planer för indirekta val av senatorer, ett försök att försvaga senatens makt – i synnerhet dess möjlighet att blockera budgetpropositioner – och stödde vidsträckt beskattningsmakt för den federala regeringen. Deakin fick ofta finna sig i meningsskiljaktigheter och ta sig över hinder som sågs som oöverkomliga. Mellan och efter mötena reste han runt landet och talade på offentliga möten och han kan delvis tillräknas den stora majoriteten i Victoria vid varje folkomröstning.
År 1900 reste Deakin till London med Edmund Barton och Charles Kingston för att övervaka antagandet av det federala förslaget i Storbritanniens parlament, och deltog i förhandlingarna med Joseph Chamberlain, koloniministern, som insisterade på rätten att överklaga från Australiens högsta domstol till Privy Council (ungefär den brittiska motsvarigheten till svenska riksrådet). Slutligen nåddes en kompromiss som gjorde gällande, att konstitutionella ärenden kunde avgöras i Australiens högsta domstol men andra ärenden skulle kunna överklagas till Privy Council.
Deakin definierade sig själv som en ”oberoende australiensisk britt”, som förordade ett självstyrande Australien men trohet till det Brittiska imperiet. Han såg absolut inte federationen som en markering av Australiens självständighet från Storbritannien. Tvärtom var Deakin en förespråkare för större enighet inom imperiet, han innehade ordförandeposten i Victorias gren av Imperial Federation League, en organisation som förespråkade att en superfederation skulle ersätta det koloniala brittiska imperiet. Det var en sak som han trodde var en grundsten för en starkare andlig världsgemenskap.